# Шоко-Мару
Шоко-Мару (Shoko Maru) — судно, яке під час Другої світової війни взяло участь у операціях японських збройних сил біля східного узбережжя Японії, на Курильських та Каролінських островах.
Шоко-Мару спорудили в 1919 році на верфі Osaka Zosensho для компанії Toyo Kisen, яка поставила його на лінію між Дайреном (наразі Далянь у Маньчжурії) та іншим китайським портом Тяньцзінь.
25 листопада 1941-го судно реквізували для потреб Імперського флоту Японії, після чого з 3 по 25 грудня провели на верфі Harima Zosensho у Айой переобладнання в канонерський човен. При цьому на Шоко-Мару встановили чотири 80-мм гармати, один 7,7-мм кулемет та скидачі глибинних бомб. У березні – квітні 1942-го корабель пройшов ще ряд модифікацій на верфях у Куре, Айой та Йокосуці.
Японське командування вирішило спрямувати Шоко-Мару для виконання патрульних функцій у складі П’ятого флоту, який відповідав за операції в північній зоні, а також охорону північно-східного узбережжя Японії. З другої половини квітня корабель більш як рік ніс патрульну службу, базуючись на Йокосуку. 20—27 травня 1943-го Шоко-Мару пройшов на Парамушир (Курильські острови) та до 5 липня виконував свої функції в цьому районі, після чого повернувся до узбережжя Японського архіпелагу.
1 жовтня 1943-го Шоко-Мару перекласифікували у військовий транспорт.
23 листопада 1943-го Шоко-Мару вийшов у складі конвою № 3123 з Йокосуки на атол Трук у центральній частині Каролінських островів (тут ще до війни створили потужну базу японського ВМФ, з якої до лютого 1944-го провадились операції в низці архіпелагів). Під час переходу конвой атакували кілька американських підводних човнів. 30 листопада в районі за вісім сотень кілометрів на північний захід від Маріанських островів субмарина USS Pargo торпедувала та потопила Шоко-Мару, загинули всі 42 члени екіпажу.